# Masazō Nonaka
Masazō Nonaka (jap. 野中 正造 Nonaka Masazō; ur. 25 lipca 1905 na wyspie Hokkaido, zm. 20 stycznia 2019) – japoński superstulatek.
Po śmierci Masamitsu Yoshidy w dniu 29 października 2016 roku został najstarszym mężczyzną w Japonii. Zweryfikowany przez Gerontology Research Group w ramach GRG World Supercentenarian Rankings List jako najstarszy żyjący mężczyzna na świecie (po śmierci Jisra’ela Kristala w dniu 11 sierpnia 2017; w zestawieniu nie uwzględniano wówczas Francisco Núñeza Olivera, którego wiek był weryfikowany). Wcześniejsze wątpliwości co do kwestii pierwszeństwa odnośnie do tytułu najstarszego mężczyzny na świecie zakończyła weryfikacja Francisco Núñeza Olivera w styczniu 2018. Po jego śmierci Masazō Nonaka został uznany najstarszym zweryfikowanym żyjącym mężczyzną na świecie. Nonaka mieszkał na wyspie Hokkaido.